# Qahrābād-e Soflá
Qahrābād-e Soflá (persiska: قهر آباد سفلی) är en ort i Iran.   Den ligger i provinsen Kurdistan, i den nordvästra delen av landet, 500 km väster om huvudstaden Teheran. Qahrābād-e Soflá ligger 1 399 meter över havet och antalet invånare är 506.
Terrängen runt Qahrābād-e Soflá är huvudsakligen kuperad, men åt nordost är den platt. Runt Qahrābād-e Soflá är det ganska glesbefolkat, med 50 invånare per kvadratkilometer. Närmaste större samhälle är Būkān, 12,4 km nordost om Qahrābād-e Soflá. Trakten runt Qahrābād-e Soflá består i huvudsak av gräsmarker.